# Christian Meyer (cyklist)
Christian Meyer, född den 12 december 1969 i Freiburg im Breisgau, Tyskland, är en tysk tävlingscyklist som tog OS-guld i lagtempoloppet vid olympiska sommarspelen 1992 i Barcelona. 